# Opegrapha
Opegrapha is een geslacht van schimmels in de familie Opegraphaceae. Het lectotype is Opegrapha vulgata. 

## Soorten
Volgens Index Fungorum telt het geslacht 108 soorten (peildatum februari 2023):
| Soortnaam                                        | Auteur(s)                                       | Publicatiejaar |
| ------------------------------------------------ | ----------------------------------------------- | -------------- |
| Opegrapha agelaeina                              | Jatta                                           | 1911           |
| Opegrapha agelaeoides                            | Nyl.                                            | 1867           |
| Opegrapha anomea                                 | Nyl.                                            | 1857           |
| Opegrapha areniseda (wattig schriftmos)          | Nyl.                                            | 1875           |
| Opegrapha arthoniicola                           | Coppins & S.Y. Kondr.                           | 2021           |
| Opegrapha bisokeana                              | Ertz                                            | 2009           |
| Opegrapha blakii                                 | Ertz & Diederich                                | 2004           |
| Opegrapha borbonica                              | Ertz                                            | 2009           |
| Opegrapha brevis                                 | Coppins                                         | 1987           |
| Opegrapha brevissima                             | Kalb & Hafellner                                | 1995           |
| Opegrapha briancoppinsii                         | S.Y. Kondr., Lőkös & Hur                        | 2016           |
| Opegrapha bryoriae                               | Zhurb.                                          | 2014           |
| Opegrapha buelliae                               | Zhurb.                                          | 2013           |
| Opegrapha caerulea                               | S. Joseph, G.P. Sinha & Ramach.                 | 2018           |
| Opegrapha cesareensis                            | Nyl.                                            | 1868           |
| Opegrapha chapsae                                | Etayo                                           | 2017           |
| Opegrapha cladoniicola                           | Ertz & Diederich                                | 2003           |
| Opegrapha corinnae                               | Egea & Ertz                                     | 2007           |
| Opegrapha deblockiae                             | Ertz                                            | 2009           |
| Opegrapha dekeselii                              | Ertz                                            | 2009           |
| Opegrapha demutata (witberijpt muurschriftmos)   | Nyl.                                            | 1879           |
| Opegrapha diaphoriza                             | Nyl.                                            | 1888           |
| Opegrapha diffracticola                          | R.C. Harris & Ladd                              | 2007           |
| Opegrapha dolomitica                             | (Arnold) Clauzade & Cl. Roux ex Torrente & Egea | 1989           |
| Opegrapha ectolechiacearum                       | Matzer & R. Sant.                               | 1996           |
| Opegrapha enterographae                          | Etayo                                           | 2010           |
| Opegrapha epiporina                              | Matzer                                          | 1996           |
| Opegrapha erosa                                  | Egea & Ertz                                     | 2007           |
| Opegrapha foreaui                                | (C. Moreau & M. Moreau) Hafellner & R. Sant.    | 2002           |
| Opegrapha fumosa                                 | Coppins & P. James                              | 1992           |
| Opegrapha fuscothallina                          | Lücking & Matzer                                | 2008           |
| Opegrapha geographicicola                        | (Arnold) Hafellner                              | 1994           |
| Opegrapha gilmorei                               | P.M. McCarthy & Elix                            | 2017           |
| Opegrapha granulosa                              | S. Joseph & G.P. Sinha                          | 2011           |
| Opegrapha grossulina                             | Müll. Arg.                                      | 1891           |
| Opegrapha gyalolechiae                           | Y. Joshi                                        | 2018           |
| Opegrapha gyrophorica                            | Seavey & J. Seavey                              | 2014           |
| Opegrapha hafellneri                             | E. Zimm., Etayo & F. Berger                     | 2016           |
| Opegrapha halophila                              | Brodo & Tønsberg                                | 2019           |
| Opegrapha hellespontica                          | Vondrák & Kocourk.                              | 2008           |
| Opegrapha hochstetteri                           | Coppins                                         | 2021           |
| Opegrapha hyperphysciae                          | van den Boom                                    | 2021           |
| Opegrapha inconspicua                            | Ertz, S.R. Clayden & K.E. Driscoll              | 2021           |
| Opegrapha insidens                               | (J. Steiner) S.Y. Kondr.                        | 2002           |
| Opegrapha interveniens                           | Müll. Arg.                                      | 1891           |
| Opegrapha intrusa                                | Stirt.                                          | 1881           |
| Opegrapha invadens                               | Etayo                                           | 2007           |
| Opegrapha keyensis                               | Seavey & J. Seavey                              | 2014           |
| Opegrapha lacteella                              | Müll. Arg.                                      | 1893           |
| Opegrapha lambinonii                             | Sérus.                                          | 1978           |
| Opegrapha lamyi                                  | (O.J. Rich. ex Nyl.) Triebel                    | 1989           |
| Opegrapha leptocarpoides                         | Zahlbr.                                         | 1923           |
| Opegrapha leptoplacella                          | (Müll. Arg.) Vězda                              | 1967           |
| Opegrapha leucinia                               | Müll. Arg. ex Shirley                           | 1889           |
| Opegrapha lichenicola                            | G. Thor, Lücking & Tat. Matsumoto               | 2000           |
| Opegrapha lithyrga                               | Ach.                                            | 1810           |
| Opegrapha lopezariae                             | Etayo & Sipman                                  | 2017           |
| Opegrapha luzonensis                             | Sérus.                                          | 1985           |
| Opegrapha maldiveana                             | Ertz                                            | 2009           |
| Opegrapha maligna                                | Triebel                                         | 1989           |
| Opegrapha megagonidia                            | C. Knight                                       | 1882           |
| Opegrapha melanospila                            | Müll. Arg.                                      | 1877           |
| Opegrapha minutula                               | Müll. Arg.                                      | 1895           |
| Opegrapha moroziana                              | Lendemer                                        | 2009           |
| Opegrapha multiseptata                           | Müll. Arg.                                      | 1880           |
| Opegrapha niveoatra (klein schriftmos)           | (Borrer) J.R. Laundon                           | 1963           |
| Opegrapha nyungweana                             | Ertz                                            | 2009           |
| Opegrapha parmeliiperda                          | Ertz, K.E. Driscoll & S.R. Clayden              | 2021           |
| Opegrapha pauciexcipulata                        | Aptroot & Yazıcı                                | 2009           |
| Opegrapha perturbans                             | Follmann                                        | 2003           |
| Opegrapha pertusariicola                         | Coppins & P. James                              | 1979           |
| Opegrapha phaeophysciae                          | R. Sant., Diederich, Ertz & Christnach          | 2005           |
| Opegrapha physciae                               | Y. Joshi                                        | 2019           |
| Opegrapha physciaria                             | (Nyl.) D. Hawksw. & Coppins                     | 1992           |
| Opegrapha pigozziana                             | Etayo & Aptroot                                 | 2005           |
| Opegrapha protocetrarica                         | Seavey & J. Seavey                              | 2014           |
| Opegrapha pulvinata                              | Rehm ex Arnold                                  | 1869           |
| Opegrapha ramisorediata                          | Aptroot & M. Cáceres                            | 2017           |
| Opegrapha reactiva                               | (Alstrup & D. Hawksw.) Etayo & Diederich        | 2008           |
| Opegrapha reinkellae                             | Follmann                                        | 2003           |
| Opegrapha romsiae                                | S.Y. Kondr. & Kudratov                          | 2002           |
| Opegrapha rotunda                                | Hafellner                                       | 1994           |
| Opegrapha rubefacta                              | Räsänen                                         | 1946           |
| Opegrapha rupestris (parasietschriftmos)         | Pers.                                           | 1794           |
| Opegrapha salmonea                               | Ertz & Diederich                                | 2017           |
| Opegrapha sawyeriana                             | Coppins                                         | 2021           |
| Opegrapha saxicola                               | Ach.                                            | 1814           |
| Opegrapha serusiauxii                            | Lücking                                         | 2008           |
| Opegrapha sphaerophoricola                       | Isbrand & Alstrup                               | 1992           |
| Opegrapha stellanigra                            | Etayo                                           | 2017           |
| Opegrapha stellata                               | C. Knight                                       | 1884           |
| Opegrapha strigulae                              | R. Sant. ex Matzer & R. Sant.                   | 1996           |
| Opegrapha subdictyospora                         | M. Cáceres, E.L. Lima & Aptroot                 | 2013           |
| Opegrapha subdimidiata                           | Ertz                                            | 2009           |
| Opegrapha submaritima                            | Hafellner                                       | 2007           |
| Opegrapha subtrilocularis                        | S. Joseph, G.P. Sinha & Ramach.                 | 2018           |
| Opegrapha suecica                                | Källsten ex G. Thor                             | 2004           |
| Opegrapha thelotrematis                          | Coppins                                         | 1987           |
| Opegrapha trassii                                | S.Y. Kondr. & Coppins                           | 1998           |
| Opegrapha trochodes                              | Coppins, F. Berger & Ertz                       | 2008           |
| Opegrapha ugandensis                             | Ertz                                            | 2009           |
| Opegrapha ulleungdoensis                         | S.Y. Kondr., Lőkös & Hur                        | 2016           |
| Opegrapha vermicellifera (gestippeld schriftmos) | (J. Kunze) J.R. Laundon                         | 1963           |
| Opegrapha verseghyklarae                         | S.Y. Kondr., Lőkös & Hur                        | 2015           |
| Opegrapha vulgata (wit schriftmos)               | (Ach.) Ach.                                     | 1803           |
| Opegrapha vulpina                                | Vondrák, Kocourk. & Tretiach                    | 2008           |
| Opegrapha xanthonica                             | Aptroot & M. Cáceres                            | 2017           |